# Leopoldine Sicka
Leopoldine Sicka (geboren am 20. November 1923 in Wien; gestorben am 11. Jänner 1944 ebenda) war eine österreichische Monteurin und kommunistische Widerstandskämpferin gegen den Nationalsozialismus. Sie wurde zum Tode verurteilt und im Alter von 20 Jahren mit dem Fallbeil hingerichtet.

## Leben

Todesurteil vom 12. Oktober 1943

Sicka stammt aus einer sozialdemokratischen Familie und besuchte die Grundschule in ihrem Heimatbezirk Favoriten. Danach arbeitete sie als Hilfsarbeiterin, später als angelernte Monteurin in einer Radiofakrik. Sie wurde Funktionärin des KJVÖ im 10., 11. und 12. Wiener Gemeindebezirk. Als Mitglied der Widerstandsgruppe „Der Soldatenrat“ war sie an Entwurf und Produktion einer „Rußlandkarte“ beteiligt, die an tausende Soldaten verschickt wurde. Darin wird dem Betrachter vor Augen geführt, dass Hitler den Krieg gegen die Sowjetunion nicht gewinnen könne.
Am 5. Juni 1942 wurde sie verhaftet und blieb bis Oktober 1943 im Kerker des Wiener Gestapo-Hauptquartiers am Morzinplatz. Am 12. Oktober 1943 musste sie sich, gemeinsam mit Anna Gräf, Franz Sikuta und Karl Mann, vor dem Volksgerichtshof wegen „Vorbereitung zum Hochverrat“ verantworten. Sicka versuchte, der Todesstrafe zu entgehen, indem sie ihr Alter und angebliche persönliche Motive als Strafmilderungsgründe anführte. Dennoch wurde sie ebenso wie ihre drei Mitangeklagten zum Tode verurteilt, mit der Begründung: „Wer im Kriege, während der Soldat an der Front kämpft und blutet und die Heimat das Letzte an Opfern und Kraft hergibt, um diesen Kampf der Soldaten zu unterstützen, die Einheit von Front und Heimat zu zerstören sucht, muss fallen.“ Sicka wurde am 11. Jänner 1944 im Landesgericht Wien durch das Fallbeil hingerichtet.

## Erinnerung
Leopoldine Sicka wurde im Ehrenhain der Gruppe 40 im Wiener Zentralfriedhof bestattet.
An ihrem Wohnhaus Quellenstraße 33 in Wien-Favoriten befindet sich eine 1954 von der KPÖ gestiftete Gedenktafel, die an die Widerstandskämpferin erinnert.
Ihr Name findet sich auch auf der Gedenktafel im ehemaligen Hinrichtungsraum des Wiener Landesgerichts.